# Toda av Ribagorza
Toda av Ribagorza, född okänt år, död 1019, var regerande grevinna av grevskapet Ribagorza i nordligaste Spanien från 1003 till 1010.
Hon var dotter till greve Ramon II av Ribagorza och Garsenda de Fezensac. Hennes tre bröder efterträdde hennes far i tur och ordning, men avled alla utan legitima barn. Hon efterträdde därför 1003 sin bror som regerande greve av grevskapet Ribagorza. För att säkra skydd för Ribagorza mot de muslimska morerna ingick hon en äktenskapsallians med greve Sunyer I av Pallars. 
Hennes äktenskap ledde till en dominans av Pallars över Ribagorza jure uxoris, och hon bad om en intervention från sin syster Ava av Ribagorzas son, greve Sancho García av Kastilien. Han skickade en styrka som leddes av hennes brors illegitima son Guillermo Isárnez av Ribagorza. 
Hon abdikerade 1010 till förmån för sin brorson. Grevskapet delades dessutom mellan hennes brorson och hennes systerdotter Mayor García av Kastilien. 